# Kościół Najświętszego Serca Pana Jezusa w Chłopowie
Kościół Najświętszego Serca Pana Jezusa w Chłopowie – katolicki kościół parafialny zlokalizowany we wsi Chłopowo w gminie Krzęcin, w powiecie choszczeńskim (województwo zachodniopomorskie).

## Historia i architektura
Kościół w Chłopowie został wzniesiony w XIV wieku. Zniszczony wraz z wsią podczas wojny trzydziestoletniej w 1627 roku, został odbudowany w XVIII wieku. Dzisiejszy wygląd i forma kościoła są wynikiem dokonanej w latach 1907–1909 gruntownej przebudowy w duchu neobarokowym. Murowany z cegły, jest jednonawową budowlą, z transeptem i trójbocznie zamkniętym prezbiterium. W zachodniej części korpusu nawowego osadzona jest wieża zwieńczona hełmem z latarnią, w drugiej kondygnacji ozdobiona pilastrami.
W kościele zachowała się empora chórowa z prospektem organowym i XVIII-wieczna ambona. Znajdujący się dawniej w kościele, zdekompletowany tryptyk ołtarzowy z 2. połowy XV wieku przeniesiony został do Muzeum Narodowego w Szczecinie.
Po II wojnie światowej kościół został konsekrowany jako świątynia katolicka w dniu 16 grudnia 1945 roku przez ks. Jerzego Kowalskiego. W kościele znajdują się relikwie św. Faustyny Kowalskiej.